# Stolpe an der Peene
Stolpe an der Peene (tot 1 december 2014 Stolpe) is een Duitse gemeente in het Landkreis Vorpommern-Greifswald van de deelstaat Mecklenburg-Voor-Pommeren. De gemeente wordt vanuit het samenwerkingsverband Amt Anklam-Land, met de bestuurszetel in Spantekow, bestuurd.

## Geografie en verkeer
Stolpe an der Peene ligt in de buurt van Anklam aan de zuidoever van de Peene. De plaats wordt ontsloten door de Bundesstraße 110. Ook bevindt zich in Stolpe een seizoensgebonden veerverbinding voor voetgangers en fietsers naar Stolpmühl en Quilow. Ook zijn er voorzieningen voor rondvaartboten en is er een pleziervaart jachthaven met bootverhuur.

### Kernen
De gemeente Stolpe an der Peene bestaat uit onderstaande kernen:
- Neuhof
- Grüttow
- Dersewitz
- Stolpe an der Peene

## Geschiedenis
Neuhof
Neuhof werd voor het eerst vermeld in 1618 als Nienhave op de Lubinsche Karte. De nederzetting was als voorwerk voor het goed Stolpe aangelegd, in de buurt van een werk, vermoedelijk een walburcht van Groswin. In 1865 telde Neuhof 5 woningen en 7 bedrijfsgebouwen, waar 83 inwoners leefden, bestaande uit 1 onderpachter en 17 dagloners met hun gezin.
Grüttow
Grüttow werd met de Wüstung Parpatno gelijkgesteld. Deze Wüstung werd op oorkondes vanaf 1182 tot aan 1305 vermeld. De Slavische naam werd met Farnkraut geduid.
Bij Grüttower Grund aan de B 110 Anklam-Jarmen, direct aan de op- en afrit Grüttow, bevindt zich een zeldzaam overblijfsel van de Pommeraanse geschiedenis, de zogenaamde Wartislawstein. Het monument vertoont aan de voorzijde een ingemetseld kruis en een gekromde hoorn en aan de achterzijde is iets aangebracht wat lijkt op een persoon. Het monument wordt met de in 1136 of in 1147 vermoorde hertog Wartislaw I in verband gebracht. De steen was zeer waarschijnlijk bedoeld als een zogenaamde Sühnestein (monument op een plek waar een moord begaan is) voor Hertog Wartislaw I en stamt uit een periode van rond 1150. Volgens de sage werd de Christelijke Wartislaw bij een jachtpartij door een heidense visser vermoord en begraven onder een boom.
Dersewitz
Dersewitz was een zogenaamd Domänenvorwerk, dat vanuit het Amt Klempenow bestuurd werd. Het gebruik van het goed was echter toegewezen aan het landgoed Liepen, welke het verpachtte. Het goed werd voor 1835 door Amtsrat Eduard Wette gebouwd. Het is een compact gebouw van baksteen met een natuurstenen basis.
In 1865 telde Dersewitz 5 woningen en 10 bedrijfsgebouwen, waar 77 personen woonden (verdeeld over 13 gezinnen). Onder deze inwoners waren twee rentmeesters (Gutsverwaltern).
Bij Dersewitz werd tussen 1977 en 1981 het Peene-Südkanaal aangelegd om een laagveengebied een alternatieve waterbron te geven tegen verdroging. In totaal is dit kanaal 27 kilometer lang en wordt bij Dersewitz overspannen door een brug als onderdeel van de B 110. Ook bevindt zich hier een gemaal (Pumpwerk Dersewitz), dat water uit de Peene 12 meter omhoogpompt in het kanaal.
Stolpe an der Peene

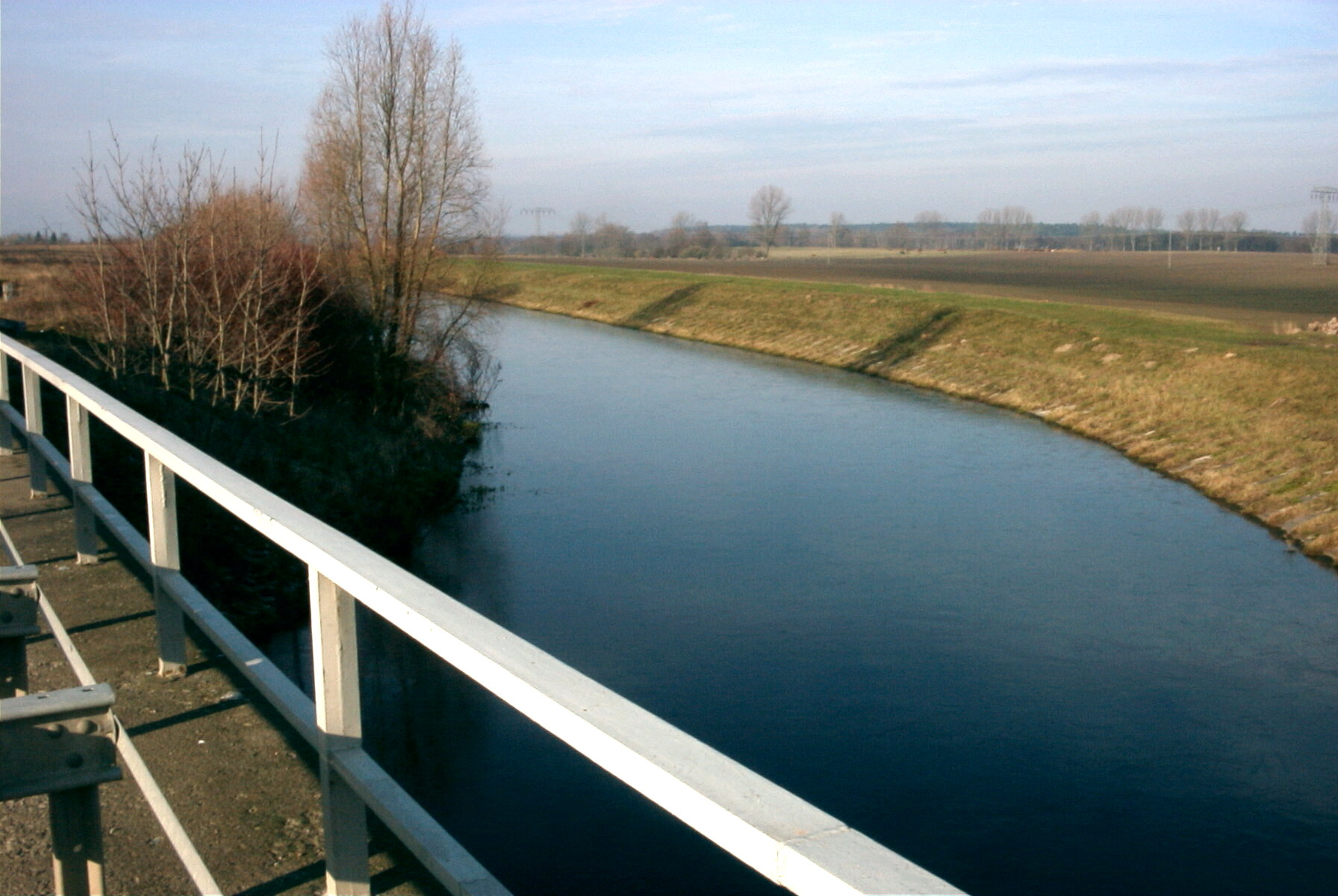
Peenesüdkanal bei Dersewitz

Stolpe an der Peene werd voor het eerst schriftelijk benoemd in 1151 als Stolp.
De plaatsnaam is afgeleid van het Oud-Slavische stlŭpŭ wat Zuil of Visstandaard in een rivier (een inrichting tot het vangen van vis) betekent.
In 1153 werd door Ratibor I, Hertog van Pommeren, het klooster van Stolpe gesticht. Hij wijdde het klooster, net als de voorgaande kerk, aan zijn broer Wartislaw I. Het klooster behoorde tot de Orde der Benedictijnen en geldt als eerste Benedictijner klooster in Pommeren. De omliggernde landerijen werden kloostergoederen. Bovendien verkreeg het klooster giften van de hertog en andere edelen uit de buurt. In 1305 voegde het klooster zich bij de Cisterciënzer-orde en werd moederklooster voor een aantal Baltische kloosters (o.a. Klooster Padise en Klooster Kärkna). In 1535 werd het klooster geseculariseerd. Een deel van het klooster werd het bestuurscentrum (Amtshaus) van de hertog. Het Amtshaus staat er nu nog en is heden ten dage een museum voor neolithische voorwerpen.
Tijdens de Dertigjarige Oorlog werd een ander deel van het klooster vernield.
Na de Westfaalse Vrede in 1648 werd Stolpe, zoals heel Pommeren, Zweeds. Het goed Stolpe werd een Zweeds kroongoed, echter na een korte tijd werd dit als beloning afgestaan aan Generaal-majoor graaf Steenbock. In 1675 overschreden onderdelen van de Keurvorstelijke Brandenburgse strijdkrachten alhier de Peene, de keurvorst deed dit zelf bij het veerpont van Gützkow. Na de Grote Noordse Oorlog kwam Stolpe in 1720 aan Pruisen en werd een grensdorp tussen Pruisen en Zweden. Aan de Zweedse zijde van de grens was bij Stolpmühl een grensovergang, voorzien van een systeem van landweren.
Het goed Stolpe werd in 1720 persoonlijke eigendom van de Pruisische soldatenkoning Frederik Willem I. Zijn achterkleinzoon Frederik Willem III verkocht Stolpe in 1807 aan de staat als staatsdomein.
Van 1807 tot 1852 werd het goed aan een pachter verhuurd. Daarna is het goed verkocht aan de familie Von Bülow verkocht. Zij bouwden verder aan het goed Stolpen en op het terrein bouwden zij een herenhuis. In de tweede helft van de 19e eeuw (1853–1863) was de dichter Fritz Reuter regelmatig te gast op Stolpe. Hier schreef Reuter zijn werk Urgeschicht von Meckelnborg. In de noordelijke aanbouw van het goed verbleef hij met regelmaat en wordt nu nog Reuteranbau genoemd.
In 1865 telde het goed Stolpe 8 woningen en 11 bedrijfsgebouwen waar 182 inwoners woonden. Stolpe-Dorf telde toen 1 kerk, 1 school, 1 molen, een smid en een kroeg naast 10 woningen en 12 bedrijfsgebouwen. In het dorp woonden 93 inwoners. Het goed werd weinig door de familie Von Bülow gebruikt en werd vaak verpacht of door rentmeesters bestuurd. Zo was bijvoorbeeld Fritz Peters pachter van 1853 tot 1860. Toen in 1920 mevrouw Sophie von Bülow (geboren von Maltzan) stierf, adopteerde haar man Hans von Bülow in 1921 haar nichtje Ursula von Maltzan (ook geschreven als Maltzahn). Zij trouwde in 1926 met Kurt Stürken, en deze familie bezat het goed tot de onteigening in 1945 waarop de familie vluchtte. Tijdens DDR-tijden was het een VEG (volkseigenes Gut, vergelijkbaar met een Sovchoz in de Sovjet-Unie) voor zaadgoed en werd bestuurd vanuit gebouwen van het goed; het herenhuis werd onderkomen voor (stage)studenten van het VEG.
Tussen 1977 en 1981 werd hier tegelijk met de aanleg van het Peene-Südkanal bij het ortsteil Dersewitz een gemaal gebouwd dat, wanneer het nodig was, het kanaal voedt met water vanuit de Peene.
De zoon van de onteigende eigenaar, Kurt Stürken jr., kocht ten slotte in 1994 het onteigende goed terug en verbouwde het tot hotel.

## Bezienswaardigheden
- Kloosterruïne Stolpe met Amtshaus

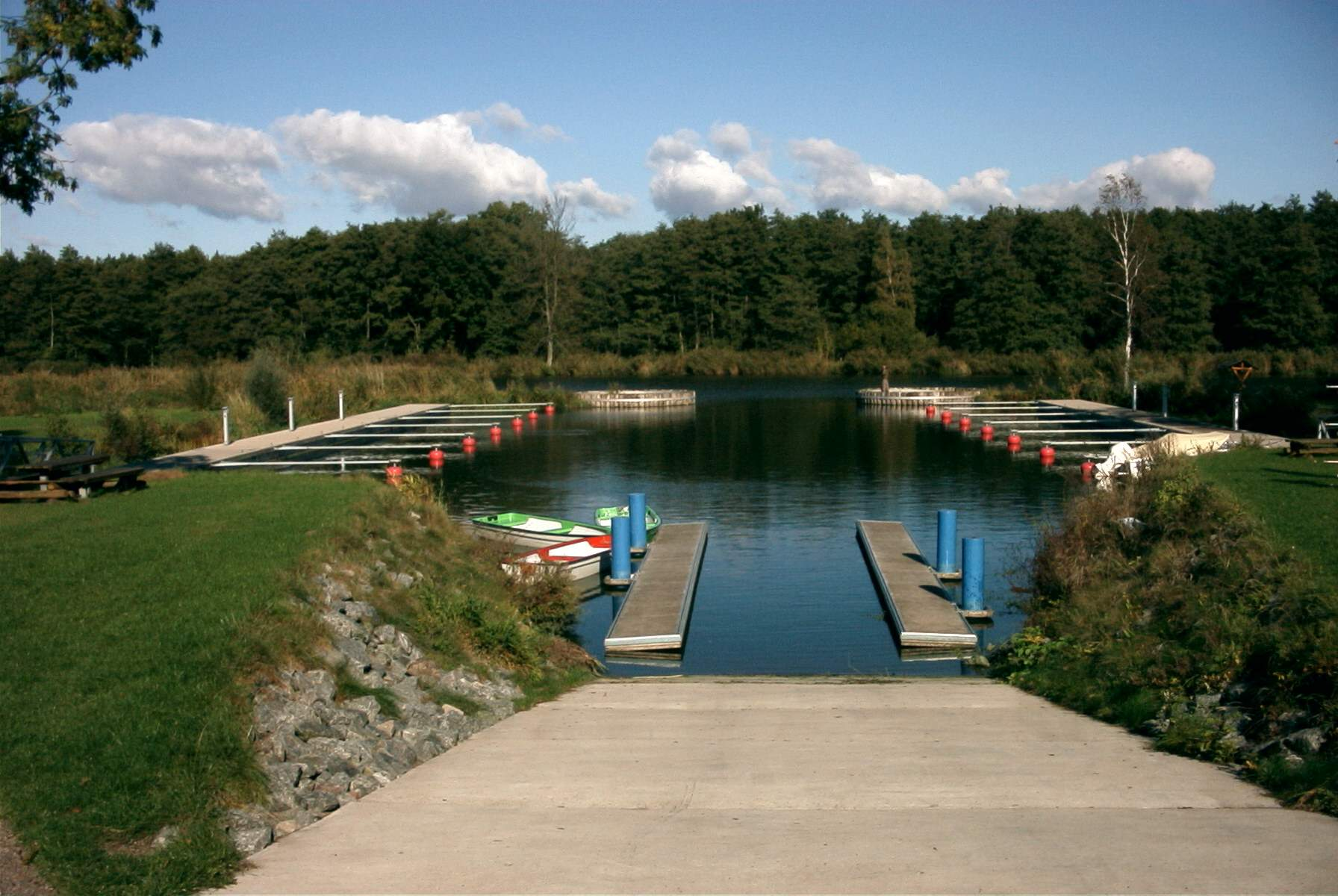
Haven van Stolpe

- Wartislaw-Gedächtniskirche (uit 1893) vernoemd naar Wartislaw I
- Goed Stolpe

Ahlbeck ·
Alt Tellin ·
Altwarp ·
Altwigshagen ·
Anklam ·
Bandelin ·
Bargischow ·
Behrenhoff ·
Bentzin ·
Benz ·
Bergholz ·
Blankensee ·
Blesewitz ·
Boldekow ·
Boock ·
Brietzig ·
Brünzow ·
Bugewitz ·
Buggenhagen ·
Butzow ·
Daberkow ·
Dargelin ·
Dargen ·
Dersekow ·
Diedrichshagen ·
Ducherow ·
Düvier ·
Eggesin ·
Fahrenwalde ·
Ferdinandshof ·
Garz ·
Glasow ·
Grambin ·
Grambow ·
Greifswald ·
Gribow ·
Groß Kiesow ·
Groß Luckow ·
Groß Polzin ·
Görmin ·
Gützkow ·
Hammer a. d. Uecker ·
Hanshagen ·
Heinrichswalde ·
Heringsdorf ·
Hinrichshagen ·
Hintersee ·
Iven ·
Jarmen ·
Jatznick ·
Kamminke ·
Karlsburg ·
Karlshagen ·
Katzow ·
Kemnitz ·
Klein Bünzow ·
Koblentz ·
Korswandt ·
Koserow ·
Krackow ·
Krien ·
Kruckow ·
Krugsdorf ·
Krummin ·
Krusenfelde ·
Kröslin ·
Lassan ·
Leopoldshagen ·
Levenhagen ·
Liepgarten ·
Loddin ·
Loissin ·
Loitz ·
Lubmin ·
Luckow ·
Löcknitz ·
Lübs ·
Lühmannsdorf ·
Lütow ·
Medow ·
Meiersberg ·
Mellenthin ·
Mesekenhagen ·
Murchin ·
Mölschow ·
Mönkebude ·
Nadrensee ·
Neetzow-Liepen ·
Neu Boltenhagen ·
Neu Kosenow ·
Neuenkirchen (bij Anklam) ·
Neuenkirchen (bij Greifswald) ·
Nieden ·
Papendorf ·
Pasewalk ·
Peenemünde ·
Penkun ·
Plöwen ·
Polzow ·
Postlow ·
Pudagla ·
Ramin ·
Rankwitz ·
Rollwitz ·
Rossin ·
Rossow ·
Rothemühl ·
Rothenklempenow ·
Rubenow ·
Rubkow ·
Sarnow ·
Sassen-Trantow ·
Sauzin ·
Schmatzin ·
Schönwalde ·
Spantekow ·
Stolpe an der Peene ·
Stolpe auf Usedom ·
Strasburg ·
Torgelow ·
Trassenheide ·
Tutow ·
Ückeritz ·
Ueckermünde ·
Usedom ·
Viereck ·
Vogelsang-Warsin ·
Völschow ·
Wackerow ·
Weitenhagen ·
Wilhelmsburg ·
Wolgast ·
Wrangelsburg ·
Wusterhusen ·
Zemitz ·
Zempin ·
Zerrenthin ·
Ziethen ·
Zinnowitz ·
Zirchow ·
Züssow